# オットー・アンブローズ

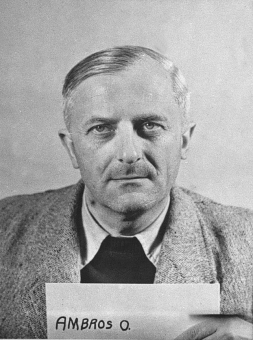
ニュルンベルク裁判の際に撮影されたマグショット。

オットー・アンブローズ（Otto Ambros, 1901年5月19日 - 1990年7月23日）は、ドイツの化学者。ナチス・ドイツの時代に戦争経済指導者(Wehrwirtschaftsführer)を務め、敗戦後は戦犯として有罪判決を受けた。

## 経歴
1901年、大学教授の息子としてヴァイデン・イン・デア・オーバープファルツに生を受ける。彼はミュンヘンで学校教育を受け、アビトゥーア試験に合格する。1919年よりフライコール活動に参加。1920年よりミュンヘン大学で化学および農業科学について学ぶ。1921年、ミュンヘン衛生軍団に入隊。彼はノーベル賞受賞者でもあるリヒャルト・ヴィルシュテッターの元で学び、1925年には「植物プロテアーゼの複雑性または均一性について。カボチャ果汁（ペポカボチャ）のタンパク質分解作用について」(Über die Einheitlichkeit oder Komplexnatur pflanzlicher Proteasen. Über die proteolytische Wirkung des Kürbissaftes (Cucurbita Pepo))と題した論文で博士号を取得している。1926年にはBASFに就職しオパウの支社に勤務した。1930年には極東方面への留学にも参加している。
1934年よりIGファルベンの社員となり、1935年からは合成ゴム等の製造を行っていたシュコパウのブーナ工場に経営責任者(Geschäftsführer)として派遣され、1936年からルートヴィヒスハーフェンの火薬・爆発物主要委員会(Hauptausschuss „Pulver und Sprengstoffe“)にも名を連ねる。また、彼は毒ガスなど化学兵器の製造に関する決定を行うC特別委員会(Sonderausschuß C)にも所属しており、ゲルハルト・シュラーダーなどと共にサリンやタブンなど神経ガスの開発・製造を指揮していた。1937年には国民社会主義ドイツ労働者党（NSDAP, ナチ党）に入党して党員番号6,099,289番を与えられている。また1938年から1945年の敗戦まで、IGファルベンの技術者・化学者委員会の役員を務めていた。1940年以降、四カ年計画の遂行に関して研究開発部門の代表者たる立場からカール・クラウホへの助言を行った。1943年5月中頃、アドルフ・ヒトラー総統による個人的な依頼を受け、アンブローズは総統大本営に招かれて化学戦および化学兵器に関する説明を行っている。その後もディヘルンフルート工場（サリン・ソマン）、ゲンドルフ工場（マスタードガス）などの化学兵器工場で工場長(Betriebsführer)を務めた。強制収容所の囚人を労働力として投入する計画も提唱しており、1941年以降アウシュヴィッツ第三強制収容所モノヴィッツを何度か視察している。軍需省の繊維助剤部門(Textilhilfsmitte)やプラスチック特別委員会(Sonderausschuss Kunststoffe)にも名を連ねた。1944年、騎士戦功十字章を受章。
敗戦後の1946年、ドイツに進駐したアメリカ陸軍により逮捕される。彼はBASF社員として短時間の取り調べをルートヴィヒスハーフェンで受けた後、IG・ファルベン裁判の為に再逮捕された。裁判ではヴァルター・ドゥールフェルトと共にモノヴィッツの収容者の労働転用に関する責任者と見なされ、共に懲役8年の刑が言い渡された。しかし判決から3年後の1952年にはランツベルク戦犯収容所より釈放されている。
戦後はグリューネンタール、アボット・ラボラトリーズ、フェルトミューレ、テレフンケンなどの企業に役員として名を連ねた。さらにコンラート・アデナウアー首相やフリードリヒ・フリックらの産業顧問、アメリカの企業であるWRグレース・アンド・カンパニーの相談役なども務めた。1990年、BASF医薬部門(BASF/Knoll AG)は彼の死を受けて追悼記事を発表した。